# GNRHR
Рецептор гонадотропін-рилізінг-гормону, GNRHR (англ. Gonadotropin releasing hormone receptor) – білок, який кодується однойменним геном, розташованим у людей на короткому плечі 4-ї хромосоми.  Довжина поліпептидного ланцюга білка становить 328 амінокислот, а молекулярна маса — 37 731.
| 10         |  | 20         |  | 30         |  | 40         |  | 50         |
| ---------- |  | ---------- |  | ---------- |  | ---------- |  | ---------- |
| MANSASPEQN |  | QNHCSAINNS |  | IPLMQGNLPT |  | LTLSGKIRVT |  | VTFFLFLLSA |
| TFNASFLLKL |  | QKWTQKKEKG |  | KKLSRMKLLL |  | KHLTLANLLE |  | TLIVMPLDGM |
| WNITVQWYAG |  | ELLCKVLSYL |  | KLFSMYAPAF |  | MMVVISLDRS |  | LAITRPLALK |
| SNSKVGQSMV |  | GLAWILSSVF |  | AGPQLYIFRM |  | IHLADSSGQT |  | KVFSQCVTHC |
| SFSQWWHQAF |  | YNFFTFSCLF |  | IIPLFIMLIC |  | NAKIIFTLTR |  | VLHQDPHELQ |
| LNQSKNNIPR |  | ARLKTLKMTV |  | AFATSFTVCW |  | TPYYVLGIWY |  | WFDPEMLNRL |
| SDPVNHFFFL |  | FAFLNPCFDP |  | LIYGYFSL   |  |            |  |            |

A: Аланін

C: Цистеїн

D: Аспарагінова кислота

E: Глутамінова кислота

F: Фенілаланін

G: Гліцин

H: Гістидин

I: Ізолейцин

K: Лізин

L: Лейцин

M: Метіонін

N: Аспарагін

P: Пролін

Q: Глутамін

R: Аргінін

S: Серин

T: Треонін

V: Валін

W: Триптофан

Кодований геном білок належить до трансмембранних білків G-білокспряжених рецепторів. Рецептор взаємодіє з Гонадотропін-рилізинг-гормоном. 